# Migratory Bird Hunting Stamp Act
Le Migratory Bird Hunting Stamp Act (littéralement de l'anglais Loi des timbres de chasse aux oiseaux migrateurs) ou d'une manière plus populaire Duck Stamp Act (Loi du timbre canard) est une mesure votée par le congrès américain en 1934. Cette loi vise à trouver des fonds financiers afin de protéger les zones humides.

## Principe
La législation impose aux chasseurs de sauvagine l'achat d'un timbre fiscal chaque année. Les revenus générés par ces timbres sont utilisés par le United States Fish and Wildlife Service, notamment pour acheter de nouvelles zones humides importantes. Depuis son adoption, cette mesure a permis la protection de 18 000 km2 d'habitat pour les gibiers d'eau.
Les chasseurs ne sont pas les seuls à acheter ces timbres. Ils sont également achetés par les collectionneurs et les visiteurs des National Wildlife Refuge, un de ces timbres ouvrant le droit à une admission gratuite. En 2000, la seule vente de ces timbres a généré plus de 25 millions de dollars américains.
La gestion des fonds a été modifiée par l’Emergency Wetlands Resource Act of 1986.

## Timbres

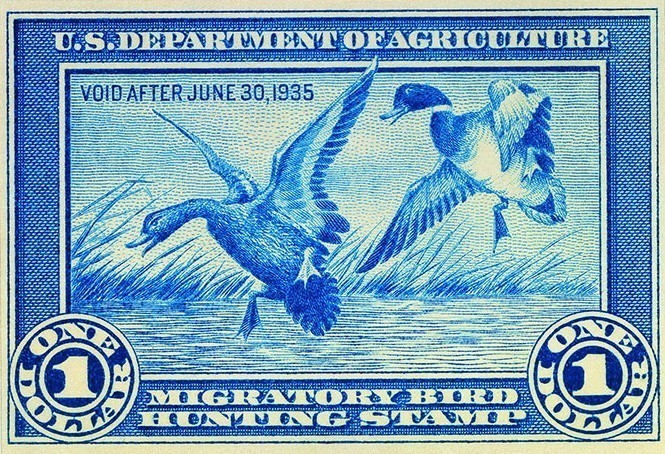
Le premier Duck Stamp (1934-35).

Le premier Duck Stamp a été conçu par le caricaturiste politique Jay Norwood Darling. Ce protecteur de la nature a été nommé responsable du Bureau of Biological Survey, inclus plus tard la même année dans le USFWS, par le président Franklin Roosevelt.
Chaque année, un concours est organisé pour concevoir un nouveau timbre. Plusieurs milliers d'artistes y participent. Selon le National Postal Museum, ce programme est un des plus grands succès de programme de conservation de la nature de tous les temps.